# Vetrov Hill
Der Vetrov Hill (russisch Сопка Ветров Sopka Wetrow) ist ein 21 m hoher Hügel an der Küste des ostantarktischen Königin-Marie-Lands. Er ragt an der Ostseite der Einfahrt zur McDonald Bay auf.
Luftaufnahmen der US-amerikanischen Operation Highjump (1946–1947) dienten seiner Kartierung. Sowjetische Wissenschaftler nahmen 1956 mit dem Forschungsschiff Lena eine neuerliche Kartierung und die Benennung vor. Diese ist entweder deskriptiv und bedeutet übersetzt so viel wie „Windiger Hügel“, oder erfolgte nach Alexander Iwanowitsch Wetrow, dem damaligen Kapitän der Lena. Das Antarctic Names Committee of Australia übertrug die russische Benennung 1960 ins Englische.